# Лучно (Гомельский сельсовет)
Лучно (бел. Лу́чна) — деревня в Полоцком районе Витебской области Белоруссии. Входит в состав Гомельского сельсовета.

## История
В 1906 году в Струнской волости Полоцкого уезда Витебской губернии.
До 10 октября 2013 года деревня входила в состав Заозёрского сельсовета.

## Население

### Численность
- 2009 год — 20 человек

### Динамика
- 2009 год — 20 человек (перепись населения)[2]

## Достопримечательность
- В 1998–2005 и 2010–2012 годах проводились археологические раскопки, выявлен богатый материал X — начала XVI вв.[4]

### Памятник, скульптура
- Памятник землякам, погибшим в годы Великой Отечественной войны.

## Галерея

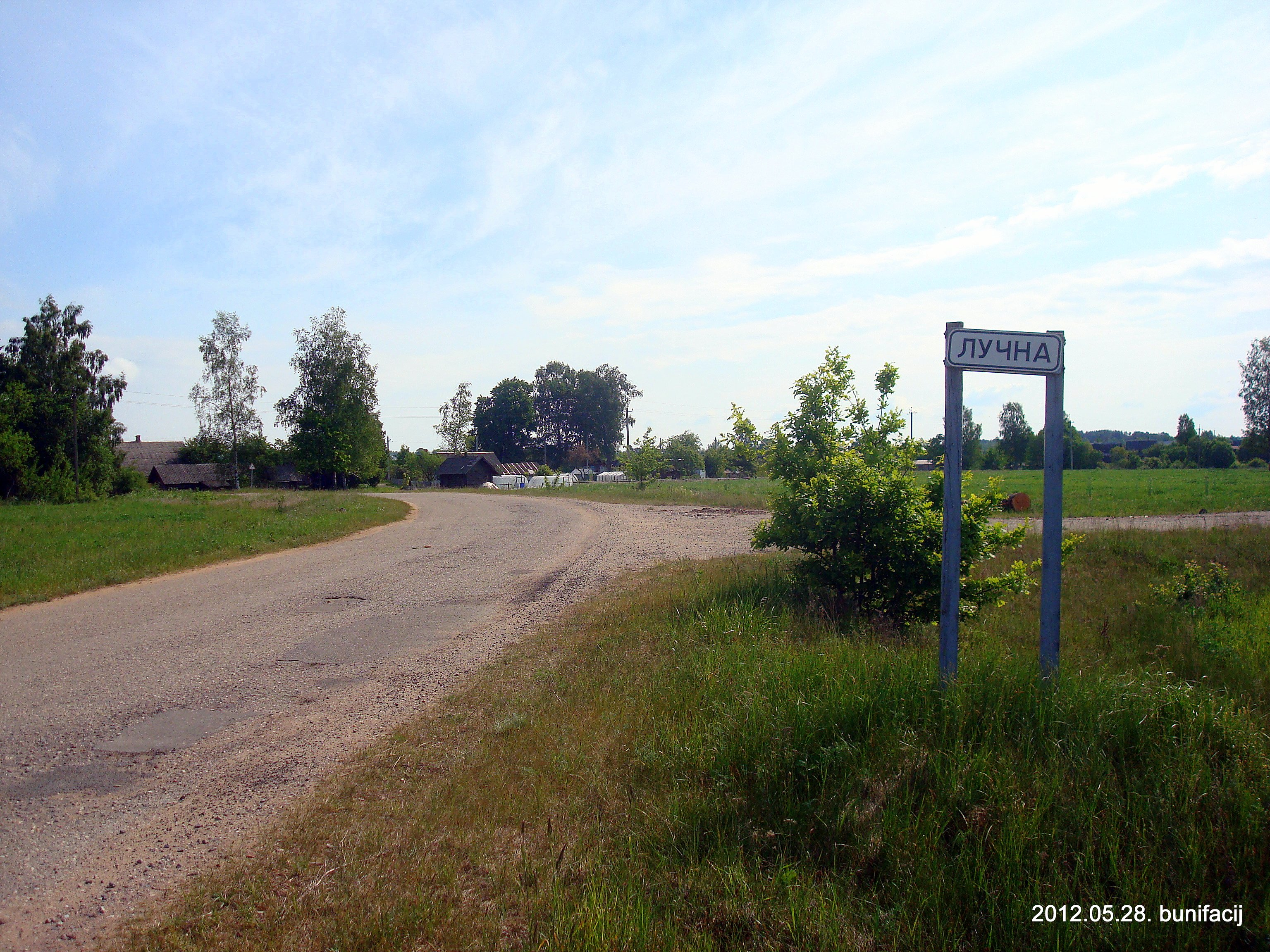
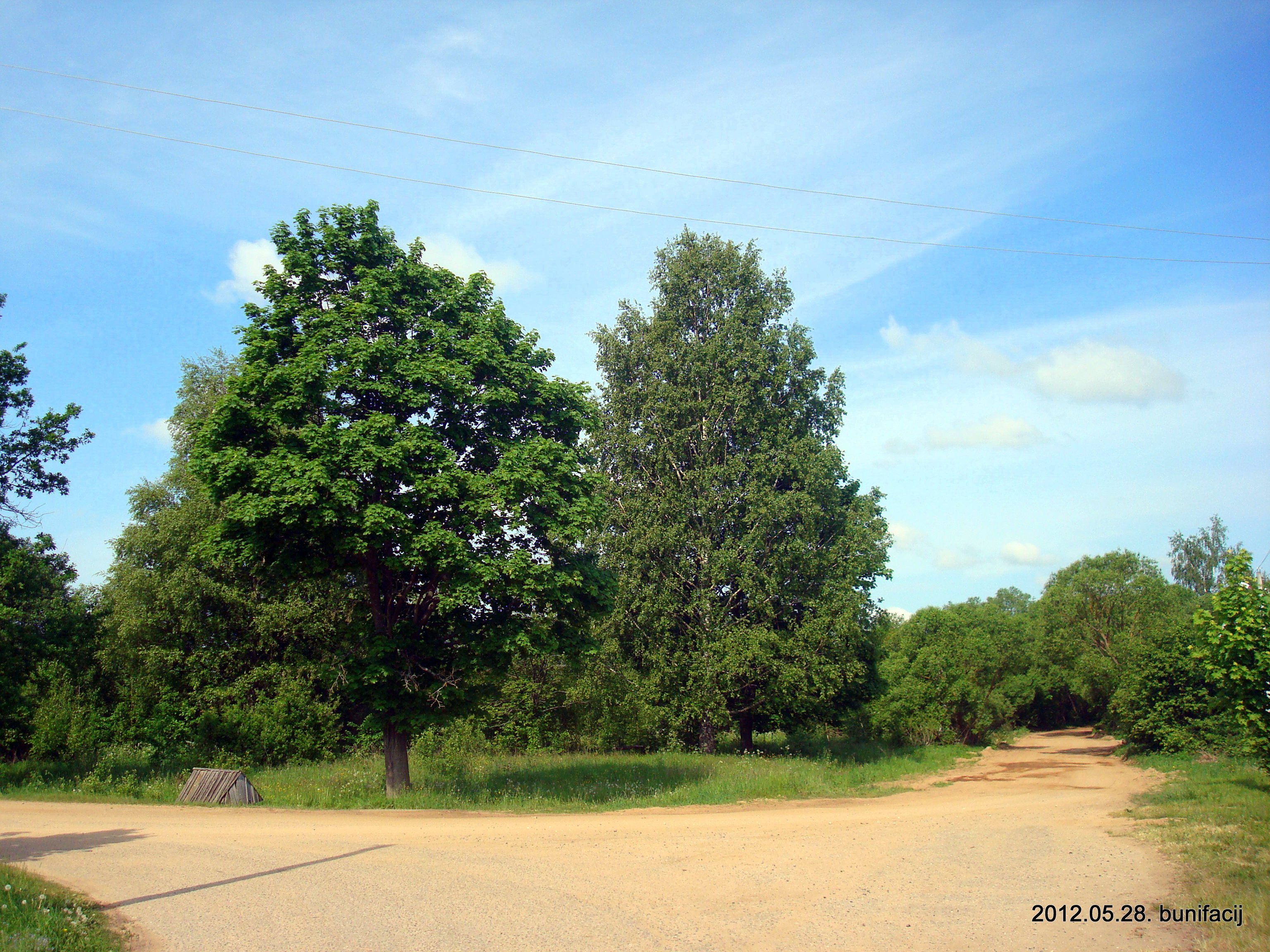
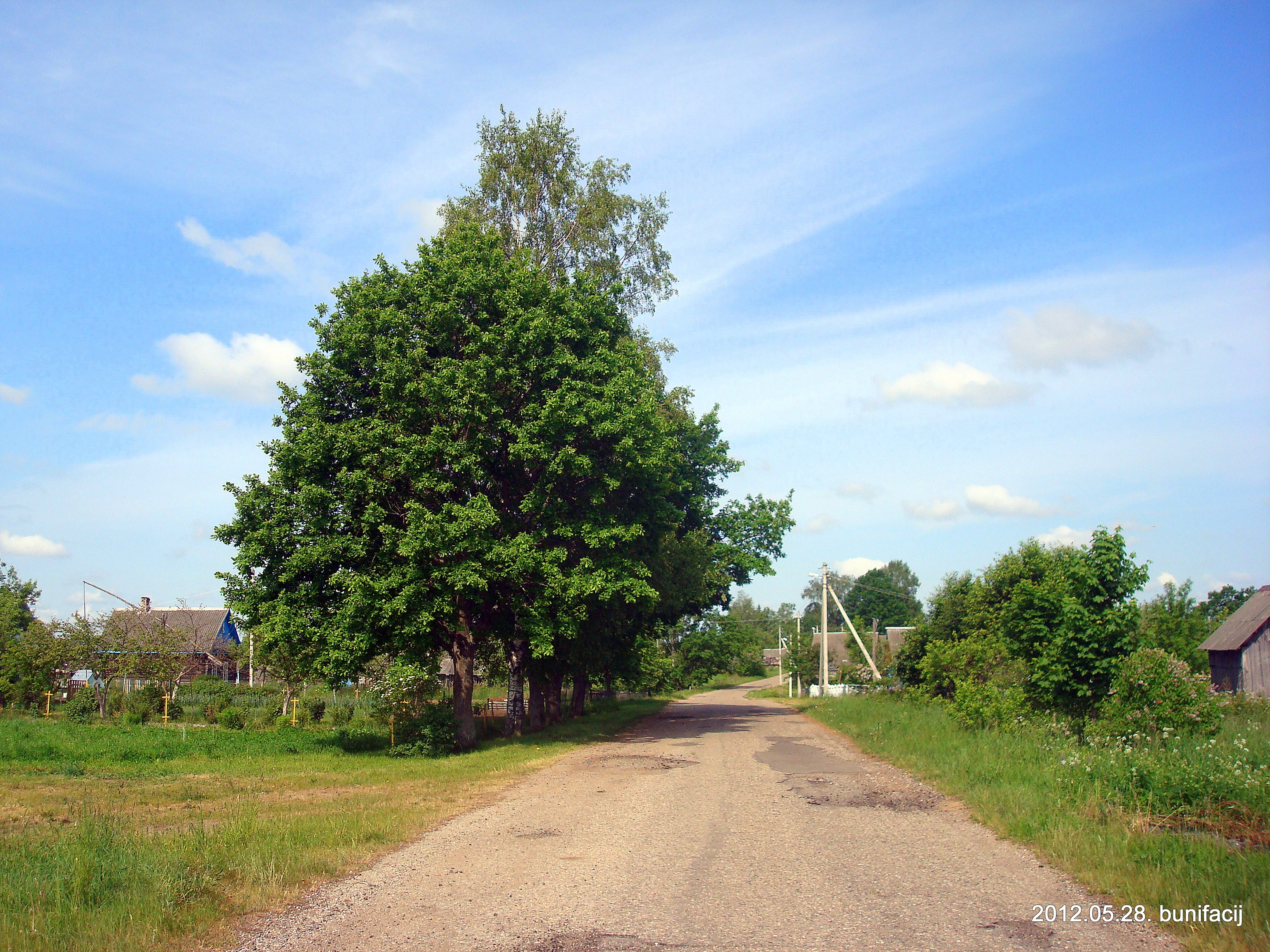
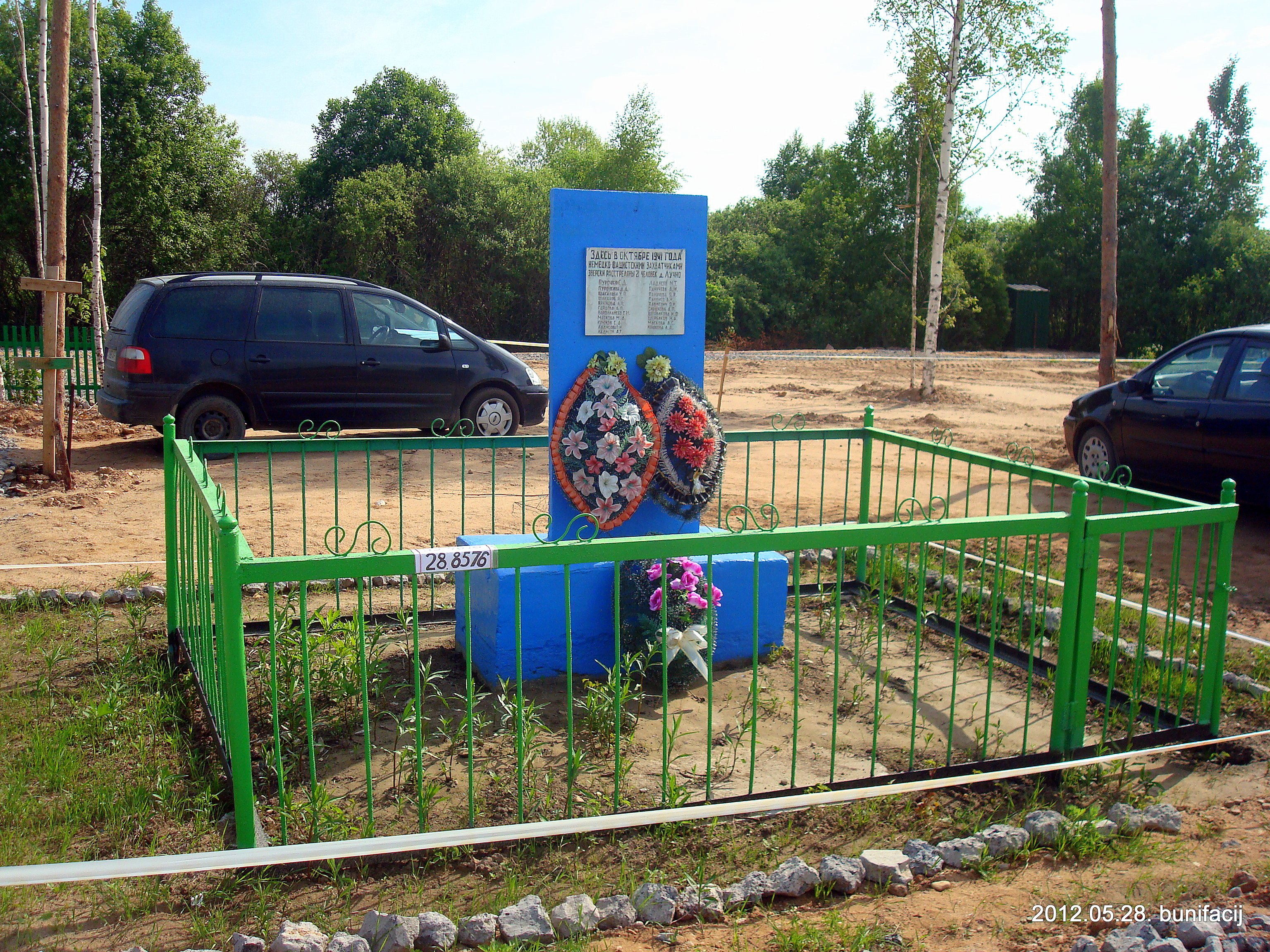